# Telescopium (tidskrift)
Denna artikel handlar om tidskriften Telescopium. För stjärnbilden, se Kikaren.
Telescopium är Svensk AmatörAstronomisk Förenings (SAAF) medlemstidskrift. Tidskriften utkommer en gång per kvartal. 
Fokus för tidskriften är praktisk amatörastronomi, och artiklarna är oftast skrivna av SAAF:s egna medlemmar. En gång per år publiceras även årskalendern, som beskriver händelser på himlen under det kommande året. 
Tidskriften Telescopium får man om man är medlem i SAAF, men man kan också köpa enstaka nummer separat.